# 崔纂
崔纂（？—？），字叔则，博陵郡安平县（今河北省衡水市安平县）人，出自博陵崔氏的博陵第三房，北魏官员。

## 生平
崔纂广泛学习有文学才能。景明年间，崔纂出任太学博士，转任员外散骑侍郎、襄威将军，不为舆论所知，于是撰写《无谈子论》，之后出任给事中。延昌年间，官至梁州征虏府长史。延昌四年（515年），南秦氐族反叛，进逼武兴，梁州刺史薛怀吉派遣长史崔纂、司马韦弼、别驾范珦攻打氐族，薛怀吉率领军队在沮水击败氐族。熙平初年，崔纂出任宁远将军、廷尉正，每次遇到大案，崔纂多有指正，有称职的赞誉。当时太原王静从廷尉监升任廷尉少卿，崔纂以官居王静之下为耻，于是写信给王静，信中文辞气势毫无上下级的态度。崔纂又请求从廷尉正职务离职，于是出任左中郎将，兼领尚书三公郎中，因为公事免职，后来出任洛阳县县令。正光年间，崔纂去世，虚岁四十五，朝廷赠予司徒左长史。凡是崔纂写的文章，大多流传于世。

## 其他
崔纂在廷尉正任内，廷尉寺曾在夏天在寺旁捕捉到一只狐狸。廷尉丞薛庆之与崔纂一个人认为北城狐狸狡猾为害，应该从速杀掉，另一个人则认为当时正是繁育的月份，应该等待秋分。廷尉卿裴延俊、袁翻互相之间也有异议。虽然是戏谑，但是他们的文辞和义理可观，该事迹流传于当世
。

## 家族

### 兄弟姐妹
- 崔穆，北魏定州主簿
- 崔融，北魏定州别驾

### 子女
- 崔史，东魏仪同府长流参军
- 崔觖，北齐通直散骑侍郎、义阳郡太守